# Thomas Howard (5e duc de Norfolk)
Thomas Howard, 5e duc de Norfolk (9 mars 1627 - 13 décembre 1677) est un noble anglais.

## Biographie
Thomas Howard est le fils de Henry Howard (15e comte d'Arundel) et d'Elizabeth Stuart, comtesse d'Arundel. En 1660, le roi Charles II, agissant sur une demande quasi unanime de la Chambre des lords, recrée pour lui le duché de Norfolk, qui a été confisqué pour trahison à son arrière-arrière-grand-père Thomas Howard en 1572,.
Thomas a une déficience mentale importante qui l'empêche de se marier ou d'exercer ses privilèges en tant que duc. Il passe une grande partie de sa vie dans un asile privé à Padoue, en Italie. Le frère de Thomas, Sir Henry Howard (6e duc de Norfolk), est Comte-maréchal jusqu'à la mort de Thomas en 1677, puis lui succède en tant que duc. Un autre frère, Philip, devient cardinal catholique.